# Alessandro Berri

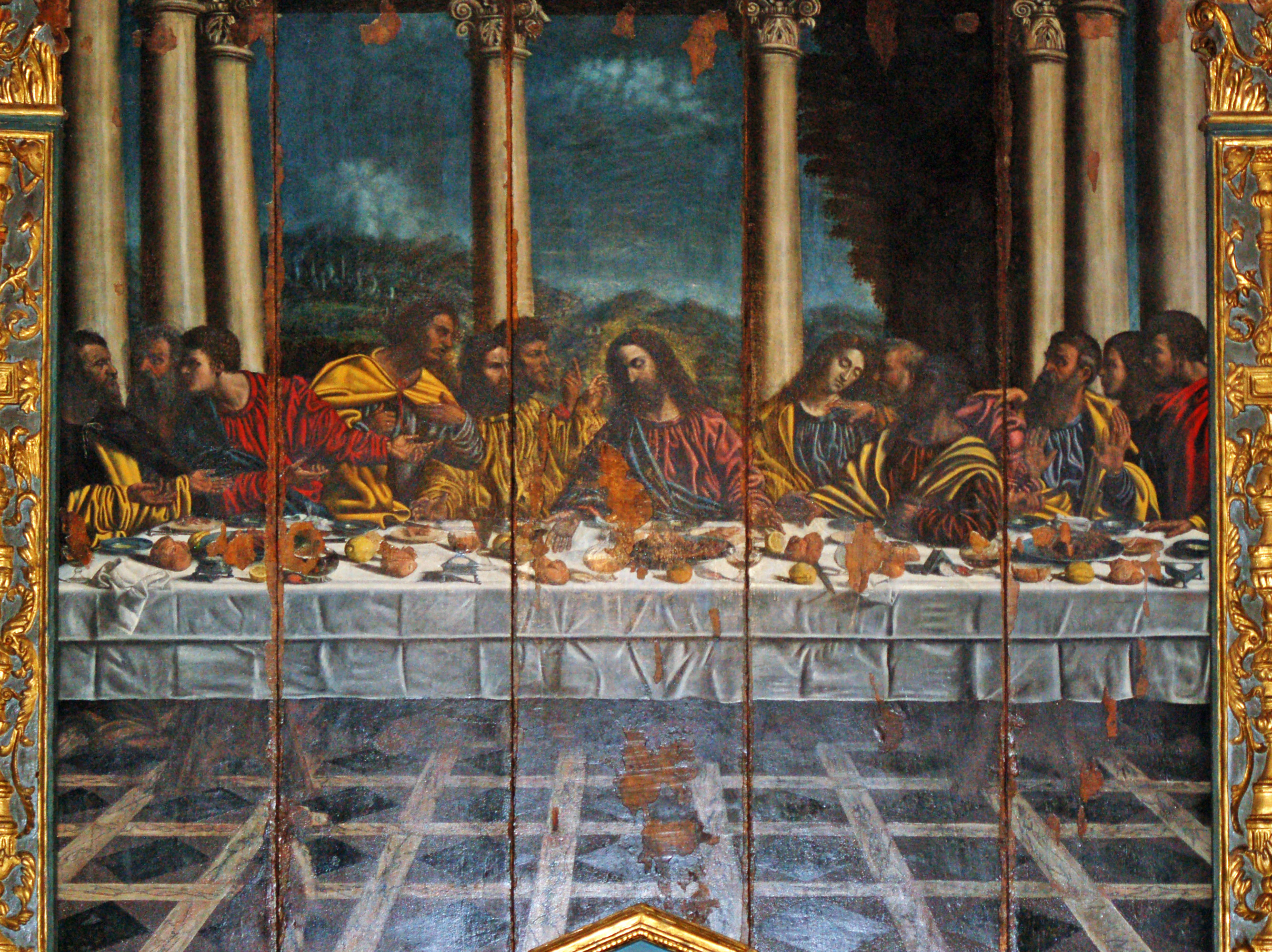
"Ultima Cena" dipinto di Alessandro Berri del 1540 presso la Collegiata dei SS. Pietro e Paolo a Castelnuovo Scrivia (AL).

Alessandro Berri (Castelnuovo Scrivia, fine XV secolo – Castelnuovo Scrivia, seconda metà XVI secolo) è stato un pittore italiano vissuto in Piemonte intorno al 1500.

## Biografia
Non si possiedono informazioni certe relative alla sua data di nascita e di morte e la maggior parte delle fonti che lo riguardano sono risalenti al 1800.
Tali fonti lo indicano come nato a Castelnuovo Scrivia (Alessandria) e congiunto di Vincenzo Bandello (o Bandelli) zio del novelliere Matteo Bandello e priore di Santa Maria delle Grazie in Milano durante il periodo in cui Leonardo dipinse l'Ultima Cena.
Secondo quanto riportato dallo storico ottocentesco Goffredo Casalis, fu proprio grazie all'intercessione di Vincenzo Bandello che Leonardo divenne il maestro di Alessandro Berri: "(Leonardo) ..fece lunga dimora in Castelnuovo, ove il condussero a diporto Matteo Bandello, ed il zio di lui Vincenzo (Leonardo) ad istanza degli ospiti suoi ben volle istruire nella pittura Alessandro Berri".

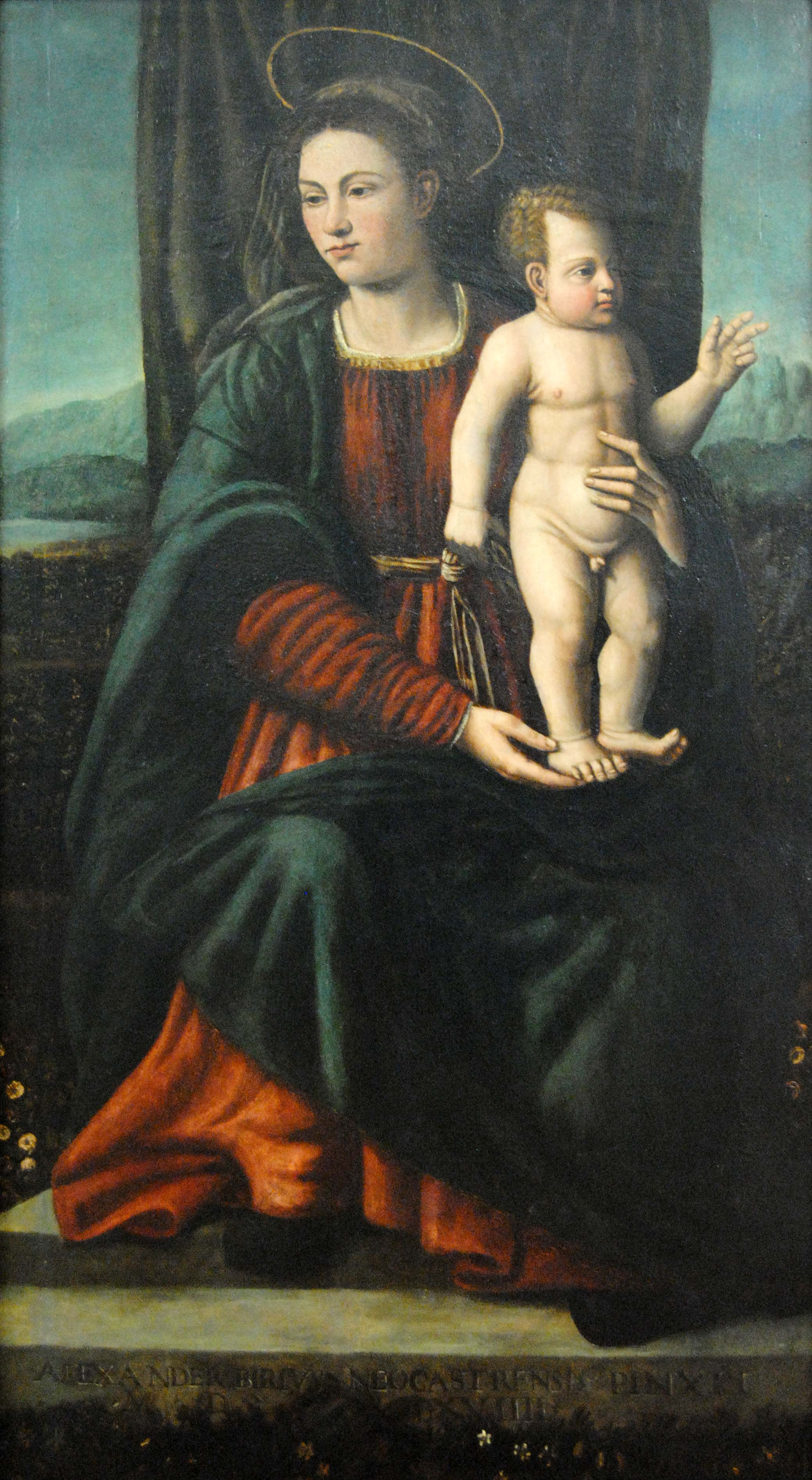
Alessandro Berri: "Madonna col Bambino" (1569).

Sempre secondo queste fonti, Alessandro Berri diventò "illustre discepolo" del suo grande maestro.
Da ricerche condotte di recente, Alessandro Berri si sposò con Gabriella Signorio, visse a Castelnuovo Scrivia in contrada Mulini ed ebbe sicuramente 6 figli: 5 femmine (Angelica, Fedelina, Laura, Jeronima e Caterina) ed 1 maschio (Rainaldo) anche se non è da escludere che ne abbia avuti degli altri.
Tali ricerche non hanno trovato alcun riscontro documentale che possa confermare con assoluta certezza l'alunnato di Alessandro Berri presso Leonardo da Vinci né la parentela del Berri con la famiglia Bandello come invece affermato dalle fonti del 1800.
Oltre a quanto citato sopra, non risultano altre fonti che forniscano dati certi sulla formazione artistica e pittorica del Berri.

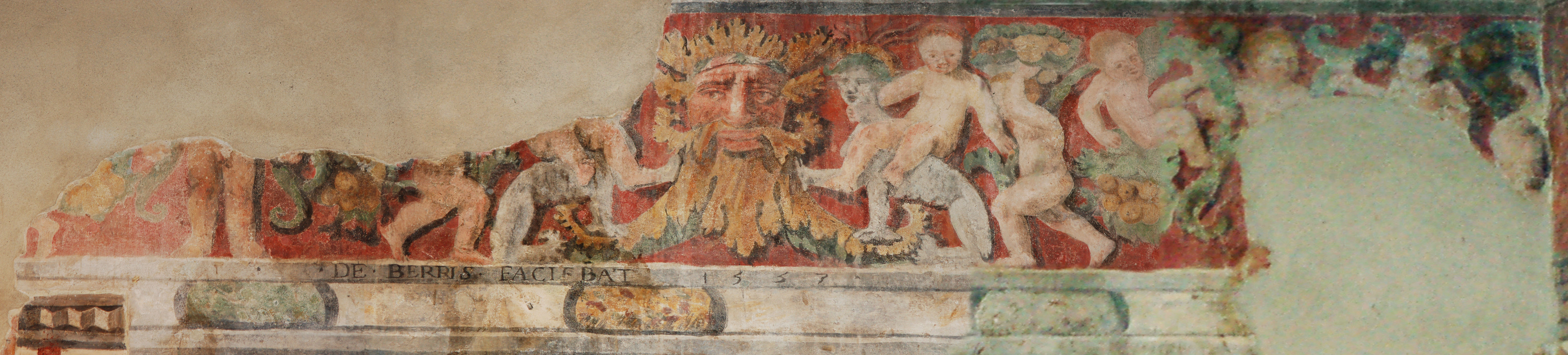
Alessandro Berri - Affreschi (1557) nel Castello Podestarile di Castelnuovo Scrivia

## Opere
La sua opera più conosciuta è una copia dell'Ultima Cena ubicata sull'altare della cappella del Corpus Domini nella Collegiata dei SS.Pietro e Paolo a Castelnuovo Scrivia.
L'opera (260x265 cm) è dipinta su tavola di legno composta da cinque assi di pioppo e fu commissionata dalla "Compagnia del SS.Mo Sacramento" di Castelnuovo Scrivia, di cui Alessandro Berri era confratello. Egli ne abbassò notevolmente il prezzo sia per l'amore che lo legava alla Compagnia, che "per il gusto che aveva di lasciare tal'insigne memoria della sua virtù alla sua Patria in luogo sì cospicuo".
Il dipinto può intendersi come una copia dell' "Ultima Cena" di Leonardo con i personaggi posti in maniera speculare rispetto all'originale.
Altre opere conosciute sono:
- olio su tavola "Madonna in trono col Bambino" (1569) in passato presso la pinacoteca di Tortona[8] ed oggi conservata presso il Museo Civico di Tortona. L'opera è firmata in basso è con la scritta «Alexander Birius neocastrensis pinxit anno 1569»
- gli affreschi sul lato sud della sala dell’arengo del Castello Podestarile o Palazzo Pretorio (Castello dei Torriani e Bandello) di Castelnuovo Scrivia. Nella parte bassa di un fregio è riportata la scritta «De Berris faciebat 1557»;
- lo stemma dei d'Avalos Gonzaga (signori di Castelnuovo Scrivia dal 1526 al 1588) nel Castello Podestarile o Palazzo Pretorio (Castello dei Torriani e Bandello) di Castelnuovo Scrivia.

- due affreschi raffiguranti Profeti (1570-1571) ai lati dell'altare della cappella del Corpus Domini, commissionati dalla confraternita del Sacramento.
- una tavola (ora perduta) realizzata nel 1545 per l'altare dedicato a San Lorenzo nella chiesa dei SS. Pietro e Paolo a Castelnuovo Scrivia.[6]

Attribuita al Berri, risulta anche la «predella» dell' "Ultima Cena" in cui sono raffigurate alcune Storie della Passione. Tale opera, segata al centro per inserirvi un tabernacolo, fu ritrovata durante il restauro dell' "Ultima Cena" effettuato nel 1986 in quanto nascosta dalla cornice di legno inferiore dell’altare.

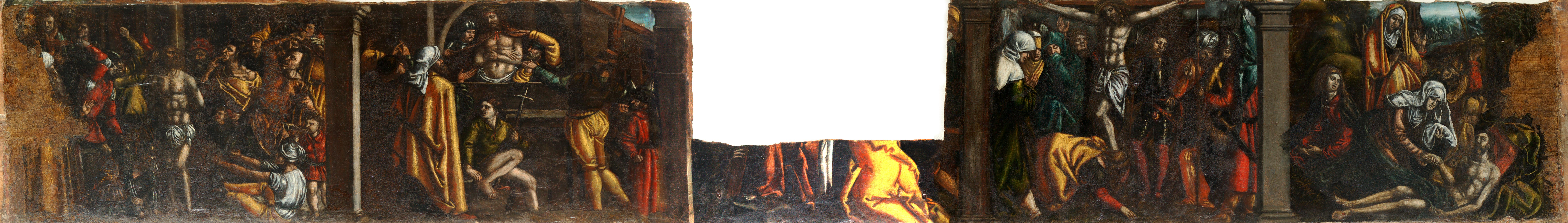
Alessandro Berri (att.) - Predella altare con le storie della Passione (1540) - Collegiata dei SS. Pietro e Paolo, Castelnuovo Scrivia